# Kościół Matki Bożej Królowej Świata w Kisielicach
Kościół Matki Bożej Królowej Świata – rzymskokatolicki kościół parafialny należący do dekanatu Susz diecezji elbląskiej. Najważniejszy zabytek w mieście.

## Historia i architektura

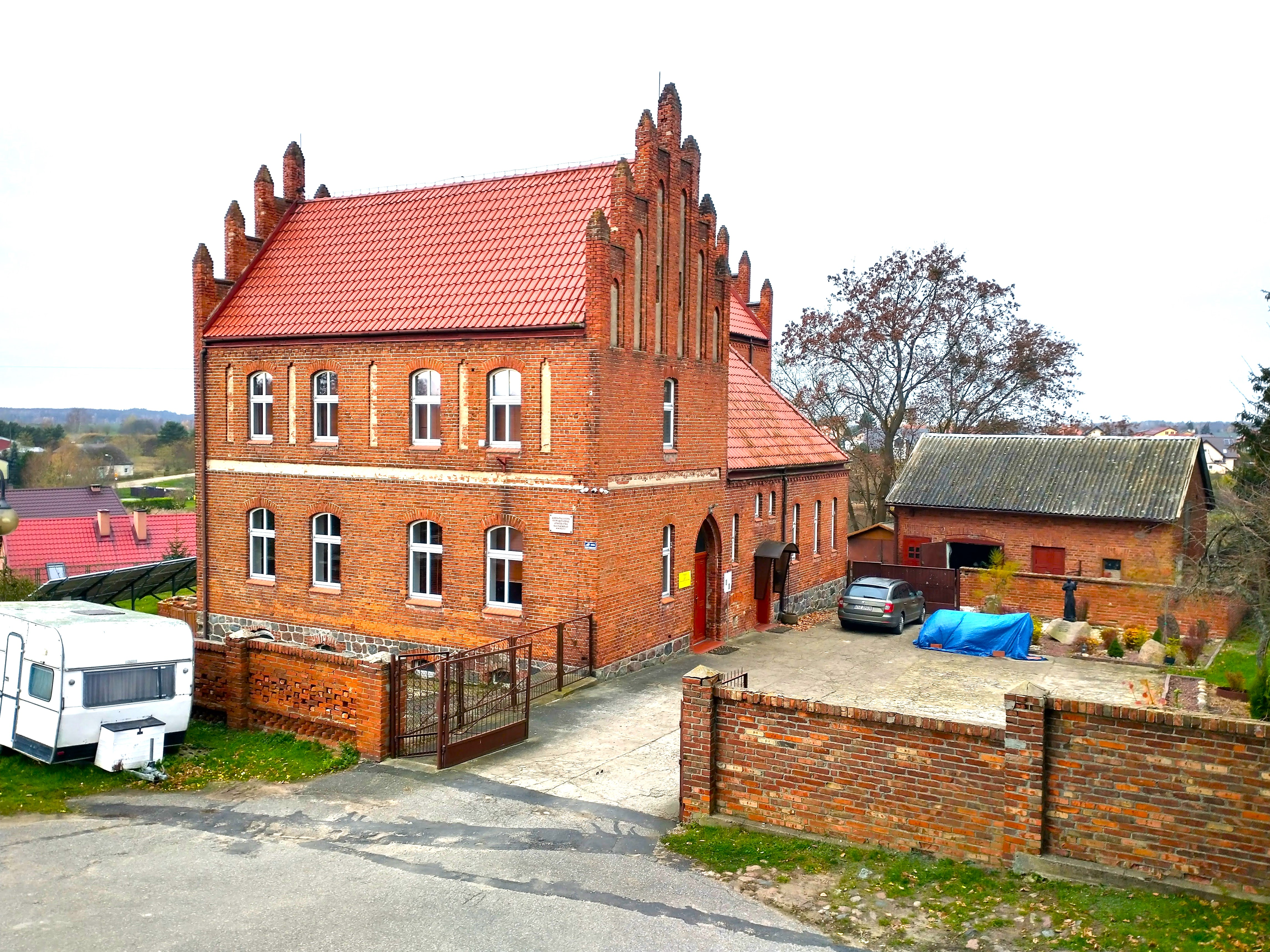
Dom parafialny

Jest to jednonawowa świątynia gotycka wzniesiona w XIV wieku. W XIX wieku została dobudowana wieża. Od czasu reformacji do 1954 roku był to kościół ewangelicki. Pod koniec II wojny światowej budowla spłonęła. Odbudowa świątyni rozpoczęła się w 1958 roku, natomiast w 1959 roku kościół w stanie surowym został poświęcony przez księdza Eugeniusza Werona, prowincjała ojców Pallotynów z upoważnienia biskupa warmińskiego. W dniu 28 sierpnia 1960 roku biskup Tomasz Wilczyński uroczyście poświęcił odbudowaną świątynię. Wystrój wnętrza został zaprojektowany przez tarnowskie artystki Anne i Zofię Pawłowskie. Wykonały one również polichromię wnętrza świątyni, poświęconą w 1970 roku przez biskupa Józefa Drzazgę. W 1985 roku została wymieniona instalacja elektryczna przez księdza Andrzeja Pierowłę. Na przełomie lat 1988/1989 zostało wykonane ocieplenie sufitu świątyni watą szklaną. Kolejne prace remontowe rozpoczęły się w marcu 1989 roku i obejmowały wstawienie witraży. Nowe witraże zostały poświęcone przez biskupa Edmunda Piszcza w dniu 31 maja tego roku. Następnie w czerwcu 1990 roku zostały zamontowane na wieży nowe okna ze szkłem witrażowym. W dniu 30 maja 1994 roku zostały poświęcone dwa nowe ołtarze boczne. W sierpniu 1996 roku zostały wykonane nowe schody wejściowe do świątyni. W 1998 roku ksiądz proboszcz Adam Sławiński zlecił przemalowanie polichromii w prezbiterium. W dniu 2 stycznia 2011 roku do kościoła zostały wprowadzone relikwie św. Wincentego Pallottiego, które z Rzymu przywiózł ksiądz proboszcz razem z delegacją parafian.